# Three Dollar Bill, Y’All$
Three Dollar Bill, Y’All$ – debiutancki album studyjny amerykańskiego zespołu muzycznego Limp Bizkit. Został wydany 1 lipca 1997 roku nakładem Flip Records i Interscope Records. Nagrano go w latach 1996–1997 w Indigo Ranch Studio w Malibu w Kalifornii. W trzech utworach na albumie na instrumentach klawiszowych zagrał Scott Borland, brat gitarzysty Limp Bizkit Wesa Borlanda. Tytuł (z ang. three dollar bill – „banknot trzydolarowy”) jest metaforą czegoś w ewidentny i wręcz zabawny sposób fałszywego (jak banknot trzydolarowy, który nie istnieje).
Zgodnie z danymi Nielsen SoundScan, do października 1999 roku album sprzedał się w liczbie 1,8 miliona egzemplarzy w Stanach Zjednoczonych. We wrześniu 2001 roku RIAA przyznało mu podwójny platynowy certyfikat.

## Lista utworów
Opracowano na podstawie materiału źródłowego.
| Nr  | Tytuł utworu      | Długość |
| --- | ----------------- | ------- |
| 1.  | „Intro”           | 0:48    |
| 2.  | „Pollution”       | 3:52    |
| 3.  | „Counterfeit”     | 5:08    |
| 4.  | „Stuck”           | 5:24    |
| 5.  | „Nobody Loves Me” | 4:27    |
| 6.  | „Sour”            | 3:32    |
| 7.  | „Stalemate”       | 6:14    |
| 8.  | „Clunk”           | 4:03    |
| 9.  | „Faith”           | 3:52    |
| 10. | „Stinkfinger”     | 3:03    |
| 11. | „Indigo Flow”     | 2:23    |
| 12. | „Leech”           | 2:11    |
| 13. | „Everything”      | 16:26   |
|     |                   | 1:01:23 |

## Twórcy
Opracowano na podstawie materiału źródłowego.
Zespół Limp Bizkit w składzie
- Fred Durst – wokal
- Wes Borland – gitara
- Sam Rivers – gitara basowa
- John Otto – perkusja
- DJ Lethal – turntablizm, sampler, instrumenty klawiszowe, programowanie

Dodatkowi muzycy
- Scott Borland – instrumenty klawiszowe w utworach 1., 2., i 6.

Produkcja
- Fred Durst – teksty, kierownictwo artystyczne
- John Otto – layout
- Limp Bizkit – produkcja muzyczna, kierownictwo artystyczne, autorstwo utworów
- Ross Robinson – produkcja muzyczna
- Richard Kaplan – inżynieria
- Andy Wallace – miksowanie
- Steve Sisco – pomoc w miksowaniu
- Howie Weinberg – mastering
- Jordan Schur – produkcja wykonawcza, A&R
- Jill Rose – koordynacja A&R
- Jeff Kwatinetz, Peter Katsis – zarządzanie